# Tyndakset gøgeurt
Tyndakset gøgeurt (Orchis mascula) er en 10-45 cm høj orkidé, der er almindeligt udbredt i Europa, mod øst til Rusland, Tyrkiet og Kaukasus, op til 2500 moh. Den vokser helst i åbne skove, i fugtigt græsland eller i krat på lerjord. Tyndakset gøgeurt har rødlilla blomster og lancetformede, oftest plettede blade i roset. Blomstens sidestillede, ydre blosterblade er tilbagebøjede og den tredelte, ofte lysere læbe har purpurfarvede prikker. Blomstens spore er opadkrummet.
I Danmark findes arten hist og her i muldrige løvskove eller på overdrev i Østjylland, østlige Himmerland, Sydjylland og Øerne. I Sverige findes den især i den sydlige del, mens den i Norge vokser spredt langs vestkysten langt mod nord.